# Висока порта
Високата порта или Портата, (на турски: Bab-ı Ali, Бабъ Али) е термин, с който се обозначава диванът на Османската империя, в който се изработва държавната политика.
Терминът се използва в дипломатически контекст от западните държави, тъй като техните дипломати са били приемани буквално на портата на двора. По време на Хуриета функциите на дивани са поети от имперското правителство и „Порта“ започва да означава външното министерство.
Терминът „Висока порта“ произлиза от вратата към седалището на Великия везир в двореца Топкапъ, където султанът приемал чуждите посланици. По-късно започва да означава външното министерство, а днес – офиса на валията на вилаета Истанбул.